# Shifty Adventures in Nookie Wood
Shifty Adventures in Nookie Wood è il quindicesimo album in studio del musicista gallese John Cale. È uscito il 1º ottobre 2012 in Europa e il 2 ottobre 2012 negli Stati Uniti, per l'etichetta Double Six Records.

## Tracce
1. I Wanna Talk 2 U (feat. Danger Mouse)
2. Scotland Yard
3. Hemingway
4. Face to the Sky
5. Nookie Wood
6. December Rains
7. Mary
8. Vampire Cafe
9. Mothra
10. Living with You
11. Midnight Feast
12. Sandman (Flying Dutchman)

## Singoli
1. I Wanna Talk 2 U (6 luglio 2012)[2]
2. Face to the Sky b/w Living With You (Organic Mix)[3]

## Formazione
- John Cale − voce, tastiera, programmazione, sintetizzatore, chitarra acustica, chitarra elettrica, viola elettrica, basso, organo Hammond, percussioni
- Dustin Boyer − chitarra elettrica, cori, programmazione, sintetizzatore
- Adam Moseley − programmazione addizionale
- Michael Jerome − batteria, percussioni, cajón
- Joey Maramba − basso
- Robin Lynn − programmazione addizionale
- Danger Mouse − basso, programmazione, sintetizzatore (I Wanna Talk 2 U)[4]
- Erik Sanko − basso (Scotland Yard)
- Eden Cale − cori (Hemingway)